# Festuca heteropachys
Festuca heteropachys là một loài thực vật có hoa trong họ Hòa thảo. Loài này được (St.-Yves) Patzke ex Auquier mô tả khoa học đầu tiên năm 1973.